# 格雷厄姆 (北卡羅萊納州)
格雷厄姆（英語：Graham）是一個位於美國北卡羅萊納州阿拉曼斯縣的城市。同時該地也是阿拉曼斯縣的縣治。

## 人口
根據2020年美國人口普查的數據，格雷厄姆的面積為27.17平方千米，當中陸地面積為26.99平方千米，而水域面積為0.18平方千米。當地共有人口17157人，而人口密度為每平方千米631人。